# Perche du Nil
Lates niloticus
Espèce
Statut de conservation UICN

 LC  : Préoccupation mineure
La Perche du Nil (Lates niloticus) est une espèce de poissons d'eau douce de la famille des Latidae, originaire d'Afrique. C'est le plus grand poisson d'eau douce du continent africain et l'un des dix plus gros poissons d'eau douce que l'on trouve actuellement sur la planète. Il est parfois connu sous l'appellation de « capitaine ».
Indigène dans une assez grande partie du continent africain, cette espèce a aussi été introduite par l'homme dans des régions d'Afrique où elle n'était pas originellement présente, en y devenant une espèce envahissante à très fort impact écologique. Le cas le plus sérieux étant celui du lac Victoria.

## Histoire
Déjà dans l'Antiquité, la perche du Nil était bien connue des anciens Égyptiens. On la retrouvait par exemple sculptée sur les monuments funéraires, elle était parfois embaumée et elle était vénérée en particulier dans la ville d'Esna en Haute-Égypte. Λατώπολις (Latopolis), le nom grec de cette ville, lui fut donné en l'honneur de ce poisson (nom binomial en latin scientifique Lates niloticus).

## Description
La Perche du Nil mesure couramment 1,20 m à 1,50 m et certains spécimens peuvent atteindre 1,80 m et peser 250 kg.

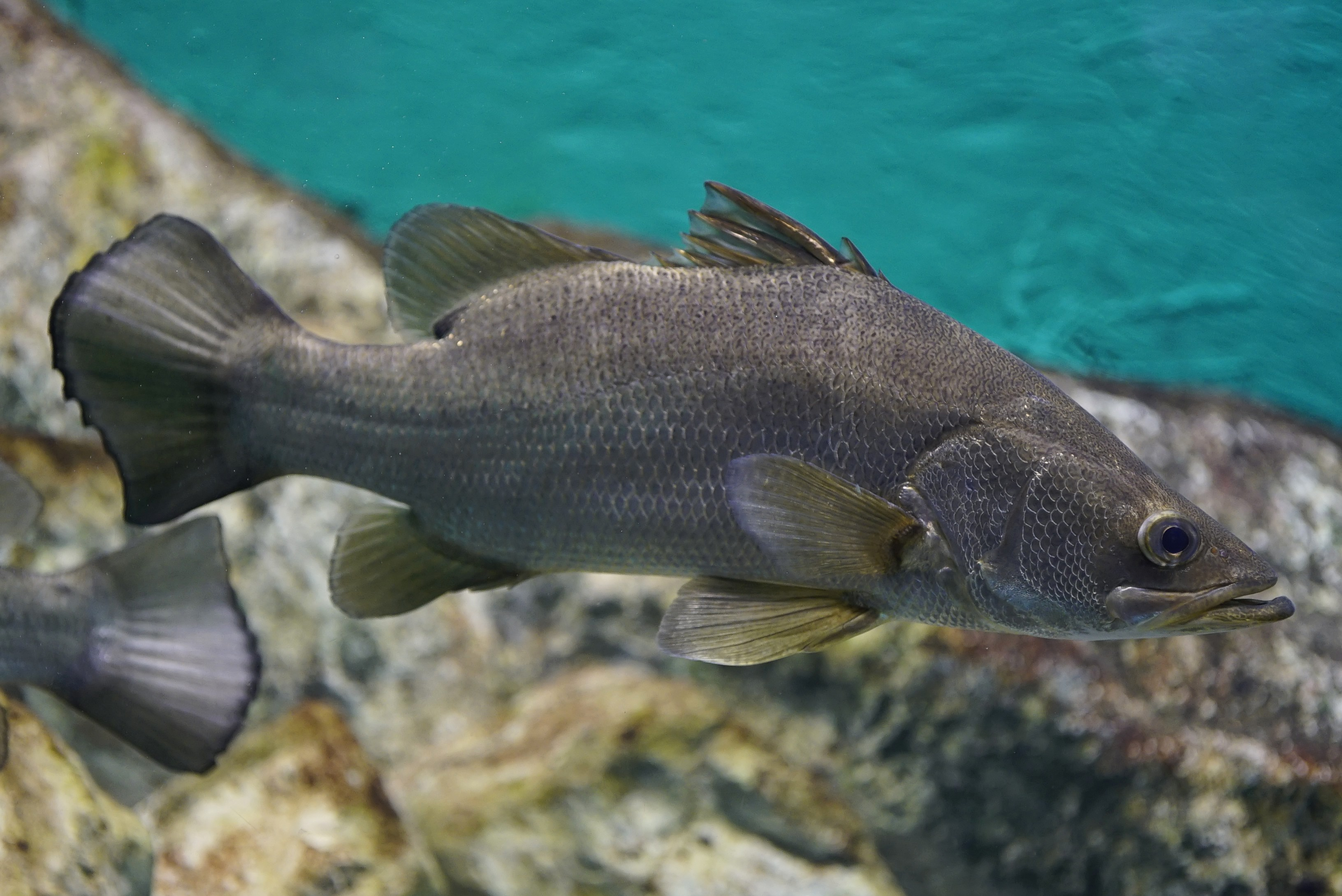
Perche du Nil, bassin du Tekezé.

## Répartition
Ce poisson est indigène dans la plus grande partie du bassin Nil, mais pas en amont des chutes Murchison, où il a été introduit. Il est aussi indigène dans le lac Tchad et le Lac Turkana ainsi que dans leurs bassins versants, en Afrique centrale, notamment le bassin du Congo, et en Afrique de l'Ouest, du bassin Niger jusqu'à celui du fleuve Sénégal en passant par la Volta et divers fleuves côtiers.
Ce taxon se rencontre dans les pays suivants : Burkina Faso, Bénin, Cameroun, Côte d'Ivoire, Ghana, Guinée-Bissau, Guinée, Kenya, Liberia, Mali, Mauritanie, Niger, Nigeria, Ouganda, République centrafricaine, Sierra Leone, Soudan, Sénégal, Tchad, Togo, Égypte, Éthiopie.

## Alimentation
Les perches du Nil se nourrissent principalement d'autres poissons, les plus petites se nourrissent aussi de crustacés et d'insectes. Les juvéniles mangent du plancton.

## Introduction dans d'autres milieux

### Lac Victoria

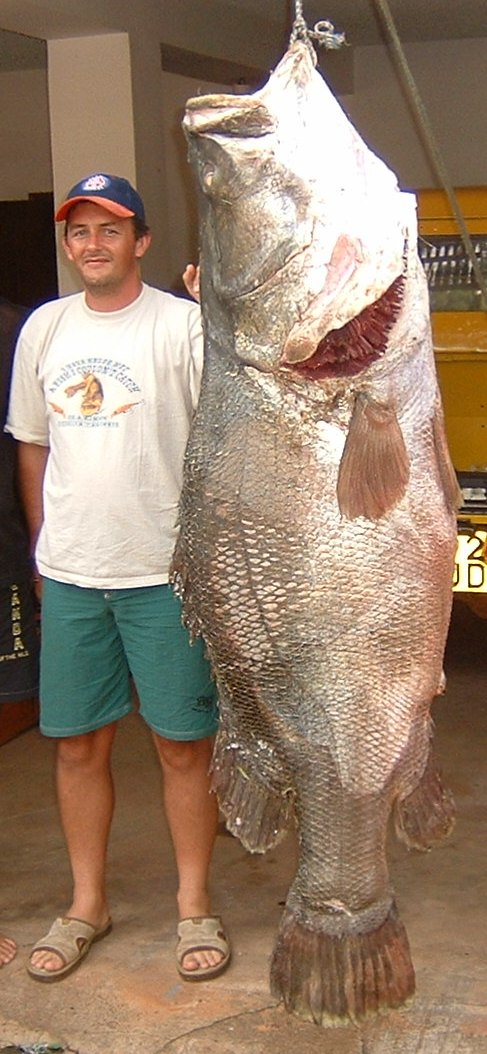
Perche du Nil comparée à un homme.

Bien que le lac Victoria, le plus grand lac tropical au monde, fasse partie du bassin versant du Nil et que l'espèce soit indigène dans une grande partie de ce bassin versant, celle-ci était originellement absente en amont des chutes Murchison qui constituaient une barrière écologique ancienne, aussi bien pour la Perche du Nil que pour d'autres espèces présentes en aval telles que le Tilapia du Nil, distinguant fortement les écosystèmes qui avaient évolués en amont, dont celui du lac Victoria. Le lac Victoria présentait ainsi la particularité d'abriter une quantité considérable d'espèces endémiques, principalement plusieurs centaines d'espèces de cichlidés, fruit d'une diversification explosive depuis la (re-)création du lac il y a 12 000 ans. Ces espèces avaient évolué en l'absence d'un prédateur de l’importance de la Perche du Nil.
En 1954, la Perche du Nil a été introduite dans les eaux du lac Victoria. Elle s'est alors multipliée au détriment des espèces locales, causant notamment la disparition des deux tiers des quelque 300 espèces endémiques des petits poissons colorés de la famille des cichlidés. Alors qu'en 1977, les prises de cichlidés représentent encore 32 % du tonnage pêché et celles des perches du Nil 1 %, six ans plus tard les prises comportaient 68 % de perches du Nil pour 1 % de cichlidés.
Le groupe de spécialistes des espèces de l'UICN inclut Lates niloticus parmi les pires cent espèces invasives du monde.
Avec la disparition d'un grand nombre d'espèces de cichlidés, les tonnages pêchées de perche du Nil décollent : 1 000 t en 1978, 100 000 t en 1993 pour le seul Kenya — la Tanzanie exporte désormais la Perche du Nil en direction de l'Union européenne comme sa principale rentrée de devises : 500 tonnes de filets sont envoyées quotidiennement de l'aéroport de Mwanza (en), sur le lac Victoria. En 1987, l'Organisation des Nations Unies pour l'alimentation et l'agriculture rapportait « la présence de la Perche du Nil dans les pêcheries du lac Victoria » comme étant « un développement extrêmement positif du point de vue du bien-être humain ».
Le film Le Cauchemar de Darwin du réalisateur autrichien Hubert Sauper dénonce en 2004 l'exploitation de la Perche du Nil et ses conséquences, que l'auteur utilise comme une parabole des problèmes de l'Afrique tels qu'il les perçoit. On notera cependant qu'il s'agit d'une thèse controversée, certaines affirmations du film n'étant pas étayées.
À la fin des années 2000, Brian Marshall, de l'Organisation des pêches du lac Victoria constate une diminution en masse : il y avait « 654 000 tonnes de poissons dans le lac en 2006 contre 310 000 aujourd'hui ».

### Projet rejeté d'introduction en Australie
Une étude concernant l'introduction de la Perche du Nil en Australie dans les lacs du Queensland a été menée il y a une quinzaine d'années, mais « vu les ravages causés par ce poisson dans plusieurs lacs d'Afrique », le gouvernement local a finalement rejeté cette idée.